# Edgewood (Iowa)
Edgewood ist eine Kleinstadt (mit dem Status „City“) im Clayton und im Delaware County im US-amerikanischen Bundesstaat Iowa. Das U.S. Census Bureau hat bei der Volkszählung 2020 eine Einwohnerzahl von 909 ermittelt.

## Geografie
Edgewood liegt im mittleren Nordosten Iowas, rund 35 km westlich des Mississippi, der die Grenze Iowas zu Wisconsin bildet.
Die geografischen Koordinaten von Edgewood sind 42°38′40″ nördlicher Breite und 91°24′05″ westlicher Länge. Die Stadt erstreckt sich über eine Fläche von 2,2 km² und verteilt sich zu etwa gleichen Teilen über die Lodomillo Township des Clayton County und die Honey Creek Township des Delaware County.
Edgewood liegt an Rande der Driftless Area genannten eiszeitlich geformten Region, die sich über das südöstliche Minnesota, das südwestliche Wisconsin, das nordöstliche Iowa und das äußerste nordwestliche Illinois erstreckt. Bei der letzten Eiszeit, der so genannten Wisconsin Glaciation, blieb die Region eisfrei, sodass sich die Flusstäler auch während dieser Zeit tiefer in das Plateau einschneiden konnten.
Nachbarorte von Edgewood sind Elkader (29,7 km nördlich), Elkport (18,5 km nordöstlich), Garber (20,1 km in der gleichen Richtung), Colesburg (18,4 km östlich), Greeley (10,5 km südöstlich), Manchester (21,2 km südsüdwestlich), Dundee (18,6 km südwestlich), Strawberry Point (13,3 km westnordwestlich) und Volga (26,3 km nordwestlich).
Die nächstgelegenen größeren Städte sind La Crosse in Wisconsin (160 km nördlich), Wisconsins Hauptstadt Madison (218 km ostnordöstlich), Dubuque an der Schnittstelle der Staaten Iowa, Wisconsin und Illinois (73,1 km ostsüdöstlich), Rockford in Illinois (221 km in der gleichen Richtung), die Quad Cities in Iowa und Illinois (185 km südöstlich), Iowa City (129 km südlich), Cedar Rapids (93,3 km südsüdwestlich), Iowas Hauptstadt Des Moines (276 km südwestlich), Waterloo (102 km westsüdwestlich) und Rochester in Minnesota (218 km nordnordwestlich).

## Verkehr
Der Iowa State Highway 3 führt in West-Ost-Richtung als Hauptstraße durch Edgewood. Alle weiteren Straßen sind untergeordnete Landstraßen, teils unbefestigte Fahrwege sowie innerörtliche Verbindungsstraßen.
Mit dem Manchester Municipal Airport befindet sich 27 km südsüdwestlich der Stadt ein kleiner Flugplatz. Die nächstgelegenen Verkehrsflughäfen sind der Dubuque Regional Airport (86,9 km ostsüdöstlich) und der Waterloo Regional Airport (111 km westsüdwestlich).

## Bevölkerung
Nach der Volkszählung im Jahr 2010 lebten in Edgewood 864 Menschen in 385 Haushalten. Die Bevölkerungsdichte betrug 392,7 Einwohner pro Quadratkilometer. In den 385 Haushalten lebten statistisch je 2,09 Personen.
Ethnisch betrachtet bestand die Bevölkerung mit acht Ausnahmen nur aus Weißen. Unabhängig von der ethnischen Zugehörigkeit waren 0,7 Prozent der Bevölkerung spanischer oder lateinamerikanischer Abstammung.
21,6 Prozent der Bevölkerung waren unter 18 Jahre alt, 49,8 Prozent waren zwischen 18 und 64 und 28,6 Prozent waren 65 Jahre oder älter. 54,3 Prozent der Bevölkerung waren weiblich.
Das mittlere jährliche Einkommen eines Haushalts lag bei 36.875 USD. Das Pro-Kopf-Einkommen betrug 20.249 USD. 18,2 Prozent der Einwohner lebten unterhalb der Armutsgrenze.